# Charles-Henri de Blainville
Charles-Henri de Blainville (* 1711 in Tours oder Rouen; † 1769 oder nach 1771 in Paris) war ein französischer Cellist, Komponist und Musiktheoretiker der Vorklassik.

## Leben
Charles-Henri de Blainville, über dessen Leben recht wenig bekannt ist, wurde nach François-Joseph Fétis Angaben 1711 in Tours geboren und starb 1769 in Paris, diesen als nicht gesichert geltenden Angaben folgten die meisten Biografen. Dem entgegen steht der Vermerk auf dem Titelblatt seiner Sonaten op. 1 von 1740, Par Mr. Blainville de Roüen. Falls er selber das 1771 verlegte Recueil des récréations lyriques in Druck gab, musste er zu diesem Zeitpunkt noch gelebt haben.
Charles-Henri de Blainville war hauptsächlich unter der Protektion und dem Mäzenat der Marquise de Villeroy tätig. Seinen Platz in der Musikgeschichte erhielt er durch eine 1751 beim Concert spirituel aufgeführte Sinfonie, die Blainville in einem von ihm erfundenen Modus zwischen den Tonarten, dem „mode mixte“ komponiert hatte. Ein Schriftwechsel mit Jean-Jacques Rousseau und dessen Unterstützung bei der Akademie der Wissenschaften, die die Erkenntnisse Blainvilles bestätigte. Über Rousseaus Standpunkt entbrannte im Mercure de France eine Kontroverse mit dem Genfer Wissenschaftler und Maler Jean-Adam Serre (1704–1788).
Neben seinen als nicht bedeutend geltenden Kompositionen, schrieb Blainville mehrere Traktate, von denen eines unter dem Titel „Das Wesentliche der musikalische Kunst, oder Betrachtungen über die Musick“ auch in deutscher Sprache erschien.

## Werke (Auswahl)
Opern
- Thésée, opéra (verschollen)
- Miadas, comédie héroique en un acte (1753 Paris, Théâtre du Collège Louis-le-Grand) (verschollen)

Kammermusik
- Six sonates en trio pour deux violons ou deux flûtes et basse Op. 1 (um 1740)
- Premier livre de sonates pour le dessus de viole (um 1750)
- Second livre de sonates à deux violoncelles (um 1750)

Orchesterwerke
- Symphonie à double quatuor, 1741 beim Concert spirituel aufgeführt (verschollen)
- Six simphonies op.1, um 1750
- Six simphonies op.2, um 1750

Geistliche Musik
- Les secondes leçons ténèbres (Paris, 1759)

Weltliche Vokalmusik
- La prise de Berg op Zoom (Paris, 1751)
- Le dépit amoureux (Paris, um 1755)
- Ode, Text von Jean-Jacques Rousseau, für Männerstimme und Begleitung, 1757 beim Concert spirituel aufgeführt
- Récueil des récréations lyriques, für zwei Singstimmen, sowie Violin- und Cellobegleitung (Paris, 1771) verschollen

## Schriften
- Charles-Henri de Blainville, Essai sur un troisième mode (1751)
- Charles-Henri de Blainville, L'Esprit de l'art musical ou réflexions sur la musique (1754), Editions Minkoff, (1975) ISBN 2-8266-0596-8
- Charles-Henri de Blainville, Histoire générale, critique et philosophie de la musique (1767), Le Grand livre du mois (1972) ISBN 2-286-60304-9, Kopie des Originals bei Google-Books

## Diskografie
- Premier Livre de Sonates pour le dessus de viole, Hamburger Ratsmusik, Simone Eckert Gambe (Christophorus, 1997)